# 성소수자 문화
성소수자 문화 또는 LGBT 문화(LGBT culture)는 레즈비언, 게이 (단어), 양성애자, 트랜스젠더, 퀴어 개개인이 공유하는 문화이다. 때로는 퀴어 문화(queer culture, 퀴어인 사람들을 지칭)라고도 하며, 게이 문화(gay culture)라는 용어는 구체적으로 "LGBT 문화" 또는 동성애 문화를 의미하는 데 사용될 수도 있다.
LGBT 문화는 지역과 참여자의 정체성에 따라 매우 다양하다.
모든 LGBT 사람들이 LGBT 문화에 공감하는 것은 아니다. 이는 지리적 거리, 하위문화의 존재에 대한 인식 부족, 사회적 낙인에 대한 두려움, 성적 지향이나 젠더 기반 하위문화 또는 커뮤니티에 대해 정체를 밝히지 않는 것에 대한 선호 때문일 수 있다. 퀴어코어(Queercore)와 게이 셰임(Gay Shame) 운동은 LGBT 문화의 상업화와 스스로 부과한 "게토화"(ghettoization)를 비판한다.

## 같이 보기
- 이성애적 성차별
- 하우스 음악
- LGBT의 역사
- 포지션 (성행위)